# Farfalle (pasta)
Le farfalle (o farfalloni) sono un tipo di pasta secca di formato corto diffusa nel Nord Italia. Come suggerisce il loro nome, si tratta di rettangolini di pasta pinzati al centro a guisa di fiocco. Presentano dei margini merlati sui lati più corti. Ne esistono diverse varianti. Sono ideali con sughi leggeri, salsa di pomodoro oppure intingoli a base di panna o burro.

## Etimologia e storia
Questa tipologia di pasta è attestata sin dal XVI secolo in Lombardia e in Emilia-Romagna, è ora diffusa su tutto il territorio nazionale, in particolare nella cucina ligure, che le propone con il tradizionale condimento di pesto di basilico. 

## Varianti

### Farfalle genovesi
Le farfalle genovesi si differenziano dalle più comuni farfalle in quanto hanno dei merletti lungo tutti i lati e non solamente in quelli più corti.

### Farfalline
Le farfalline sono una tipologia di farfalle all'uovo di formato minuto. Si consumano in brodo. Sono anche conosciute come canestri, crestine, nastrini e tripolini.

### Strichetti
In Emilia-Romagna è presente una variante nota come strichetti (o nastrini) che, diversamente dalle farfalle, sono un prodotto casereccio di pasta fresca.